# Guðmundur Lárusson
Guðmundur Lárusson (ur. 23 listopada 1925 w Eyrarbakki, zm. 14 stycznia 2010) – islandzki lekkoatleta, sprinter i średniodystansowiec.

## Kariera

### Igrzyska olimpijskie
W 1952 wystąpił na igrzyskach olimpijskich, na których wziął udział w biegu na 400 i 800 m. Na obu dystansach odpadł w pierwszej rundzie. W biegu na 400 m był 4. w swoim biegu eliminacyjnym z czasem 49,7 s. Na dwukrotnie dłuższym dystansie zajął ostatnie, 7. miejsce w swoim biegu eliminacyjnym z czasem 1:56,5 s.

### Mistrzostwa Europy
W 1950 wystartował na mistrzostwach Europy, na których był 4. w biegu na 400 m z czasem 48,1 s, ustanawiając nowy rekord Islandii.

### Mistrzostwa Islandii
W 1948 został wicemistrzem kraju w biegu na 100 m z czasem 11,2 s. W 1949 został mistrzem Islandii na 400 m z czasem 49,4 s. W 1950 wygrał na 100 m z czasem 22,5 s i 200 m z czasem 49,5 s. W 1951 zwyciężył na 400 m z czasem 49,9 s i 800 m z czasem 1:59,6 s. W 1952 powtórzył te osiągnięcia, uzyskując czas 49,5 s na 400 m i 1:59,4 s na 800 m.

## Życie prywatne
Od szesnastego do siedemdziesiątego roku życia pracował na poczcie. Był żonaty z Sunnevą Jónsdóttír, z którą miał pięcioro dzieci.